# Bromisme
 (octobre 2021).
 Mise en garde médicale
Le bromisme est une intoxication par le brome et ses sels. L'intoxication peut être chronique ou aigüe. Elle est provoquée en inhalant le brome sous forme de gaz ou de vapeur.

## Symptômes
Les premiers symptômes consistent en des nausées, des vomissements et une anorexie. Puis, rapidement, il y a développement d'une hypothermie, de tremblements, de somnolence, d'ébriété, une ataxie et puis un coma profond dû à l’insuffisance circulatoire.

## Dose dangereuse
Aux États-Unis, l’OSHA (Occupational Safety and Health Administration) a défini une limite d'exposition admissible (PEL) pour le brome à une moyenne pondérée dans le temps (TWA) de 0,1 ppm (partie par million). Le NIOSH (National Institute for Occupational Safety and Health) a fixé une limite d’exposition recommandée (REL) de TWA 0,1 ppm. L'exposition au brome immédiatement dangereuse pour la vie et la santé (IDLH) est de 3 ppm.